# Spavaldi e innamorati
Spavaldi e innamorati è un film del 1959 diretto da Giuseppe Vari.

## Trama
Nonostante la parentela, c'è una grande rivalità tra le due famiglie che vivono nello stesso condominio.